# Marion County (Illinois)
Marion County je okres amerického státu Illinois založený v roce 1823. Hlavním městem je Salem. Žije zde přibližně 38 tisíc obyvatel. Pojmenovaný je podle armádního důstojníka Francise Mariona (1732–1795), účastníka americké války za nezávislost.

## Sousední okresy
| Růžice kompasu |                   | Fayette County   |              | Růžice kompasu |
| Růžice kompasu | Clinton County    | Sever            | Clay County  | Růžice kompasu |
| Růžice kompasu | Clinton County    | Marion County    | Clay County  | Růžice kompasu |
| Růžice kompasu | Clinton County    | Jih              | Clay County  | Růžice kompasu |
| Růžice kompasu | Washington County | Jefferson County | Wayne County | Růžice kompasu |